# Rhinotyphlops boylei
Rhinotyphlops boylei là một loài rắn trong họ Typhlopidae. Loài này được Fitzsimons mô tả khoa học đầu tiên năm 1932.